# Andrzej Rajewski
Andrzej Rajewski (ur. 4 lipca 1938 w Golinie, zm. 1 października 1994 w Warszawie) – polski nauczyciel i działacz polityczny, socjolog, ideolog Stronnictwa Demokratycznego, dyrektor generalny w Ministerstwie Kultury i Sztuki (1981–1985). 

## Życiorys
Urodził się w Golinie jako syn Czesława i Marianny z Kulczaków. Ukończył Liceum Ogólnokształcące w Słupcy, następnie zaś studia romanistyczne na Uniwersytecie im. Adama Mickiewicza. W 1970 uzyskał tytuł magistra socjologii w Wyższej Szkole Nauk Społecznych przy KC PZPR. Odbył kurs z zakresu języka, kultury i literatury rumuńskiej na Uniwersytecie im. Constantina Parhona w Bukareszcie (1961). 
W 1957 wstąpił do Stronnictwa Demokratycznego. Był sekretarzem jego Powiatowego Komitetu w Złotowie (1962–1963) i Kołobrzegu (1963–1967). W latach 1965–1968 pracował jako nauczyciel języka francuskiego w Liceum Ogólnokształcącym w Kołobrzegu. 
Aktywny działacz aparatu propagandy SD. Od 1967 do 1971 był kierownikiem Wydziału Ekonomicznego i ds. Rad Narodowych Wojewódzkiego Komitetu SD w Koszalinie. Następnie pracował jako kierownik Wydziału Ideologii, Prasy i Propagandy Centralnego Komitetu SD w Warszawie (1971–1975), kierownik Wydziału Prezydialnego CK SD (1975–1980). W latach 1971–1980 prowadził sprawy zagraniczne Centralnego Komitetu Stronnictwa Demokratycznego. Od 1980 do 1981 sprawował funkcję sekretarza CK SD ds. ideologii, prasy i propagandy, zaś od 1985 sekretarza CK SD ds. kultury, nauki, oświaty, służby zdrowia i ochrony środowiska. 
Na początku lat 80. był członkiem Ogólnopolskiego Komitetu Frontu Jedności Narodu. Od 1981 do 1985 pełnił obowiązki dyrektora generalnego w Ministerstwie Kultury i Sztuki (MKiS). Sprawował nadzór nad plastyką i muzyką klasyczną. Będąc urzędnikiem MKiS uzyskał fundusze na przebudowę rynku, budowę pomnika Kazimierza Wielkiego w Golinie oraz muzeum w Słupcy. Po odejściu ze stanowisk partyjnych i rządowych był dyrektorem konińskiego Kolegium Języków Obcych. 
Autor licznych publikacji w czasopismach związanych ze Stronnictwem Demokratycznym: „Zeszytach Historyczno-Politycznych SD”, „Tygodniku Demokratycznym”, „Kurierze Polskim” i „Ilustrowanym Kurierze Polskim”. Opublikował m.in. Stronnictwo Demokratyczne w PRL: patriotyzm, demokracja, postęp (1984) oraz Urzeczywistniać demokrację. Stronnictwo Demokratyczne w PRL (1987).
Działał m.in. w Polskim Towarzystwie Socjologicznym, Towarzystwie Łączności z Polonią Zagraniczną „Polonia” (w latach 1971–1976 jako członek prezydium), Stowarzyszeniu Wisła-Odra (w latach 1985–1989 członek Zarządu Głównego) oraz Towarzystwie Przyjaźni Polsko-Francuskiej (w latach 1985–1989 członek prezydium Zarządu Głównego). Od 1986 członek Ogólnopolskiego Komitetu Grunwaldzkiego. 
Odznaczony m.in. Krzyżem Kawalerskim i Komandorskim Orderu Odrodzenia Polski, Srebrnym Krzyżem Zasługi, Medalem 40-lecia Polski Ludowej, Odznaką im. Fryderyka Joliot-Curie Światowej Rady Pokoju oraz Odznaką „Zasłużonemu Działaczowi Stronnictwa Demokratycznego”.
Był żonaty, miał dwóch synów. Zmarł 1 października 1994.